# Castrillo de la Reina (kommunhuvudort)
Castrillo de la Reina är en kommunhuvudort i Spanien.   Den ligger i provinsen Provincia de Burgos och regionen Kastilien och Leon, i den centrala delen av landet, 180 km norr om huvudstaden Madrid. Castrillo de la Reina ligger 982 meter över havet och antalet invånare är 248.
Terrängen runt Castrillo de la Reina är platt åt sydväst, men åt nordost är den kuperad. Castrillo de la Reina ligger nere i en dal. Runt Castrillo de la Reina är det glesbefolkat, med 11 invånare per kvadratkilometer. Närmaste större samhälle är Salas de los Infantes, 5,7 km nordväst om Castrillo de la Reina. 